# Novara Calcio 2001-2002

## Divise e sponsor
| 1ª divisa | 2ª divisa |

## Rosa
| N. |                     | Ruolo | Calciatore           |
| -- | ------------------- | ----- | -------------------- |
|    | Italia (bandiera)   | C     | Guglielmo Baldini    |
|    | Italia (bandiera)   | A     | Federico Bigatti     |
|    | Italia (bandiera)   | P     | Christian Bini       |
|    | Italia (bandiera)   | C     | Sergio Maria Borgo   |
|    | Cambogia (bandiera) | D     | Merlin Boyomo Landri |
|    | Italia (bandiera)   | C     | Edoardo Braiati      |
|    | Italia (bandiera)   | C     | Massimiliano Brizzi  |
|    | Italia (bandiera)   | D     | Sandro Ciuffetelli   |
|    | Italia (bandiera)   | D     | Francesco Colombini  |
|    | Italia (bandiera)   | C     | Lussjen Corti        |
|    | Italia (bandiera)   | D     | Filippo Dal Moro     |
|    | Italia (bandiera)   | C     | Diego Di Chiara      |
|    | Italia (bandiera)   | D     | Omar Forlani         |

| N. |                   | Ruolo | Calciatore           |
| -- | ----------------- | ----- | -------------------- |
|    | Italia (bandiera) | P     | Francesco Franzese   |
|    | Italia (bandiera) | C     | Cisco Guida          |
|    | Italia (bandiera) | C     | Andrea Buttè         |
|    | Italia (bandiera) | C     | Simone Mariani       |
|    | Italia (bandiera) | A     | Nicola Minniti       |
|    | Italia (bandiera) | D     | Paolo Morganti       |
|    | Italia (bandiera) | D     | Mattia Notari        |
|    | Italia (bandiera) | A     | Massimiliano Palombo |
|    | Italia (bandiera) | D     | Tiziano Polenghi     |
|    | Italia (bandiera) | A     | Davide Ratti         |
|    | Italia (bandiera) | A     | Raffaele Rubino      |
|    | Italia (bandiera) | D     | Andrea Soncin        |